# بن کارترایت
بن کارترایت (انگلیسی: Ben Cartwright؛ زادهٔ ۱۷ ژوئن ۱۹۷۹) بازیگر، اهل بریتانیا است.
از فیلم‌ها یا برنامه‌های تلویزیونی که وی در آن نقش داشته‌است می‌توان به ایست‌اندرز، حادثه، شرلوک هولمز، تخیلات دکتر پارناسوس و خیابان کورونیشن اشاره کرد.